# Fulko du Perche
Fulko, Fulcois, Fulcuich (zm. ok. 1003), hrabia Perche w X w., protoplasta dynastii Plantagenetów. Jego pochodzenie jest nieznane. Prawdopodobnie był synem Godfryda I, wicehrabiego de Châteaudun, oraz Hildegardy de Mortagne.
W latach 80. X w. odziedziczył hrabstwo Mortagne-au-Perche, po śmierci hrabiego Hervé II. Fulko był żonaty z Melisandą, córką Rotrou I de Nogent. Miał z nią dwóch synów:
- Hugo (zm. ok. 1000)
- Godfryd I (zm. 1039), hrabia Perche

Dzięki temu małżeństwu po śmierci teścia w 996 r. przyłączył Nogent do swoich posiadłości, tworząc hrabstwo Perche. Zmarł ok. 1003 r. Jego następcą został jego najstarszy syn.